# Ion Traian Ștefănescu
Ion Traian Ștefănescu (n. 3 aprilie 1942 – d. 13 martie 2020) a fost un  comunist român, apropiat al lui Nicu Ceaușescu.
A fost membru al CC al PCR, ministru al tineretului, deputat în Marea Adunare Națională în sesiunile 1975-1980 și 1985-1989. Ion Traian Ștefănescu a fost membru de partid din 1964. 
A absolvit, ca șef de promoție, Facultatea de Drept a Universității din București în 1965, luându-și doctoratul în drept în anul 1979.
Și-a început cariera politică în asociații studențești, a urmat o curbă ascendentă de funcții, a făcut parte din anturajul lui Nicu Ceaușescu și alături de Cornel Pacoste și Ștefan Andrei, a fost unul dintre mentorii acestuia.
A fost prim-secretar al județului Sălaj până în anul 1985. Se considera «exilat» la Sălaj, fapt pentru care se considera că și-a vărsat furia pe localnici. Din acest motiv a fost poreclit „Ioan Taie și Spânzură”.
După revoluție, a fost cadru didactic al Departamentului de Drept din cadrul Academiei de Studii Economice (1994-2011), cadru didactic asociat la Universitatea Nicolae Titulescu și la Universitatea Titu Maiorescu din București, precum și conducător de doctorat în cadrul Academiei de Studii Economice, specializarea Dreptul muncii (1999-2015). Uniunea Juriștilor din România i-a acordat premiul special din anul 2017 pentru lucrarea Codul muncii și Legea dialogului social. Comentarii și explicații.

## Distincții
- Ordinul „23 August” clasa a IV-a (4 mai 1971) „cu prilejul aniversării a 50 de ani de la constituirea Partidului Comunist Român, [...] pentru merite deosebite în opera de construire a socialismului”[7]